# 藤原良一 (競馬)
藤原 良一（ふじはら りょういち、1971年11月4日 -）は、地方競馬の名古屋競馬場・荒巻透厩舎（2021年6月19日 - ）に所属していた元騎手。

## 来歴
1992年3月31日付けで地方競馬騎手免許を取得。野島三喜雄厩舎所属として同年4月20日名古屋競馬第3競走ノースサーペンで初騎乗（4着）。同年5月10日中京競馬（地方）第3競走をヒッチャーで優勝し、初勝利。
1993年8月8日第8回全日本新人王争覇戦出場（10人中6位）。
1999年2月21日第1回中京競馬4日目第9競走はなのき賞（サラ系4歳500万下）でプラチナウィンクに騎乗し、中央競馬初騎乗（16頭立て10番人気16着）。
2006年地方競馬通算300勝達成。
2015年3月31日付けで野島が引退したことに伴い、田中敏和厩舎に所属変更。
2020年4月1日付けで田中が引退したため、井上正厩舎に所属変更。
さらに2021年6月18日付けで井上が引退したため、翌19日付けで荒巻透厩舎に所属変更した。
2022年7月31日付で騎手を引退、最後のレースは7月22日の名古屋第10競走でテイエムユメノオーに騎乗し7着だった。引退後は川西毅厩舎の厩務員となった。
地方通算成績は10003戦612勝・2着782回・3着940回・勝率6.1%・連対率13.9%。中央競馬1戦0勝。

## 主な騎乗馬
- メモリージルバ（2016年白銀争覇）